# Eli Shortridge
Eli C. D. Shortridge (* 29. März 1830 im Cabell County, Virginia; † 4. Februar 1908 in Devils Lake, North Dakota) war ein US-amerikanischer Politiker und von 1893 bis 1895 der dritte Gouverneur des Bundesstaates North Dakota.

## Leben
Der im heutigen West Virginia geborene Eli Shortridge zog im Jahr 1833 mit seinen Eltern in das Monroe County in Missouri. Dort besuchte er die örtlichen Schulen. Im Jahr 1882 ließ er sich in Larimore im Dakota-Territorium nieder. In seiner neuen Heimat beteiligte er sich am politischen Geschehen. Er war Mitglied der Populist Party, die ihn als ihren Kandidaten für die 1892 anstehenden Gouverneurswahlen nominierte. Mit Hilfe der Demokratischen Partei konnte er die Wahlen gegen den republikanischen Amtsinhaber Andrew H. Burke gewinnen.

## Politik
Shortridge trat seine zweijährige Amtszeit am 3. Januar 1893 an. In seiner Amtszeit wurde die Finanzierung des Südflügels des Kapitols gesichert. Auch das Amtsgebäude der Gouverneure von North Dakota wurde angekauft. Die Gesetze des Staates wurden nochmals überarbeitet. Im Jahr 1894 verzichtete Shortridge auf eine mögliche Wiederwahl. Daher schied er am 10. Januar 1895 aus seinem Amt aus. Danach wurde er bei der US-Landbehörde in Devils Lake angestellt. Dort ist er im Jahr 1908 auch verstorben. Eli Shortridge war zweimal verheiratet und hatte insgesamt fünf Kinder.